# Alegre (Espírito Santo)
Alegre é um município brasileiro no estado do Espírito Santo, Região Sudeste do país. Localiza-se no sul capixaba e sua população estimada em 2019 era de 30 084 habitantes.
O clima é quente e chuvoso, no verão, e seco, no inverno. O IDH do município é 0,721, classificado como alto, estando na 18ª posição entre os 78 municípios do estado.

## Imigração

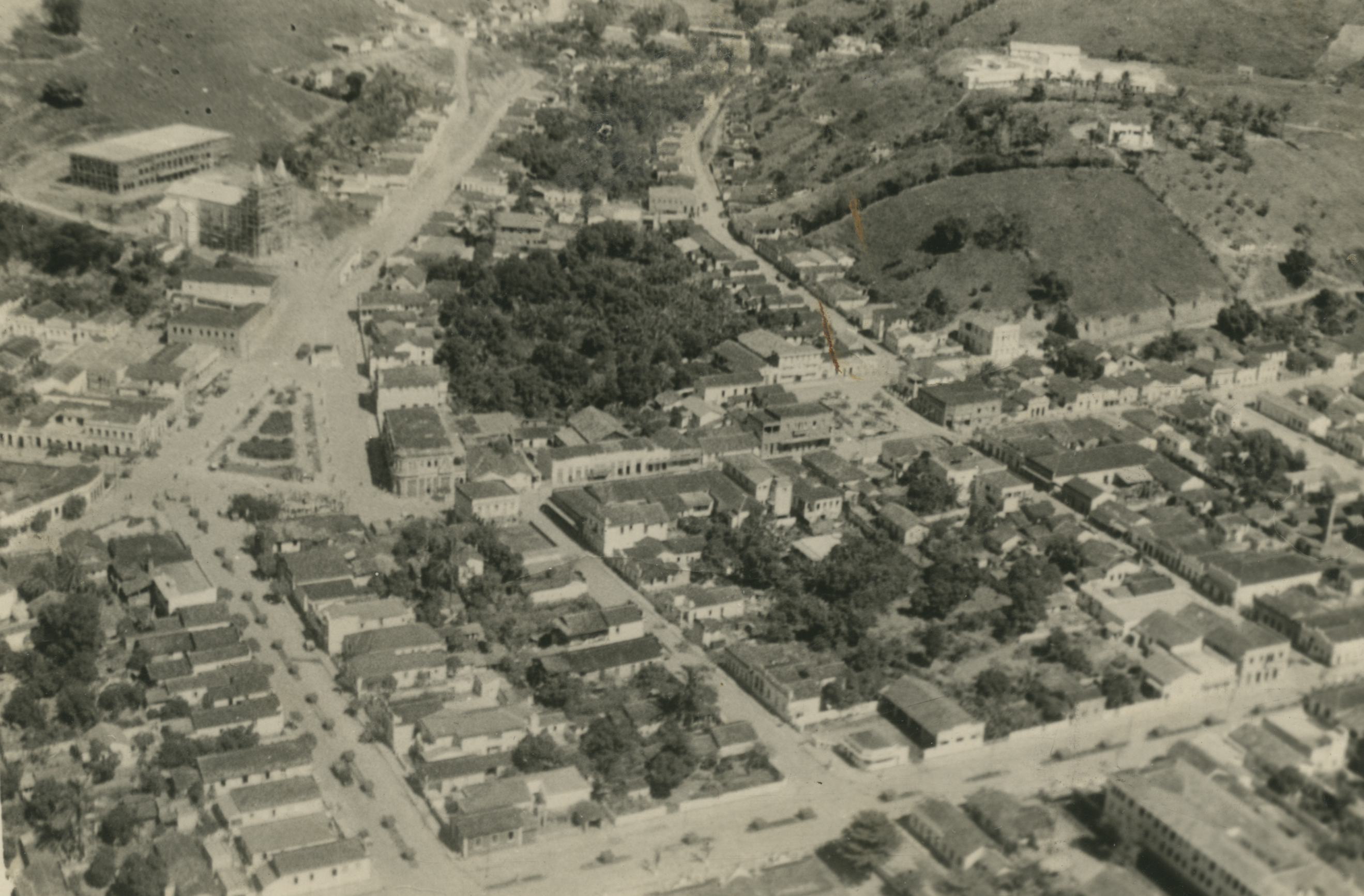
Alegre, 1958. Arquivo Nacional.

Alegre também recebeu um importante contingente de imigrantes, principalmente sírios e libaneses. É nítida a presença da cultura libanesa no comércio da cidade.

## Geografia
De acordo com a divisão regional vigente desde 2017, instituída pelo IBGE, o município pertence às Regiões Geográficas Intermediária de Cachoeiro de Itapemirim e Imediata de Alegre. Até então, com a vigência das divisões em microrregiões e mesorregiões, fazia parte da microrregião de Alegre, que por sua vez estava incluída na mesorregião do Sul Espírito-santense.

### Clima
Segundo dados do Instituto Nacional de Meteorologia (INMET) coletados na estação meteorológica automática da cidade, instalada em 25 de outubro de 2006, a menor temperatura registrada foi de 9,1 °C em 4 de setembro de 2011, e a maior atingiu 41,8 °C em 18 de novembro de 2023, durante uma onda de calor intensa. O maior acumulado de precipitação em 24 horas, por sua vez, foi de 193,6 milímetros (mm) em 23 de março de 2024.

## Educação
O município possui um campus da Universidade Federal do Espírito Santo (UFES) com 17 cursos de graduação e um campus do Instituto Federal do Espírito Santo (IFES) com 4 curso técnicos e 4 cursos de graduação superior, conta também com a Faculdade de Filosofia Ciências e Letras (FAFIA), organizada como autarquia municipal, com 10 cursos superiores.

### Campusde Alegre da UFES
Inicialmente o campus abrigava apenas o curso de agronomia. Em 2000, foi instalado o Centro de Ciências Agrárias (CCA-UFES) e foi desencadeado um processo de expansão. Em 2015 o CCA foi desmembrado e o campus passou a abrigar dois centros de ensino denominados Centro de Ciências Agrárias e Engenharias (CCAE) e Centro de Ciências Exatas, Naturais e da Saúde (CCENS), ofertando, atualmente, 17 cursos de graduação, 6 de mestrado e 3 de doutorado. Os cursos de graduação são: agronomia, ciência da computação, ciências biológicas (bacharelado), ciências biológicas (licenciatura), engenharia de alimentos, engenharia florestal, engenharia madeireira, engenharia química, farmácia, física (licenciatura), Geologia, matemática (licenciatura), medicina veterinária, nutrição, química (licenciatura), sistemas de informação e zootecnia. Na pós-graduação, incluem-se os cursos de mestrado em Agroquímica, Ciências Florestais, Ciências Veterinárias, Ciência e Tecnologia de Alimentos, Educação, Engenharia Química, Genética e Melhoramento e Produção Vegetal e de doutorado em Ciências Florestais, Genética e Melhoramento e Produção Vegetal.

## Turismo

### Cachoeira da Fumaça

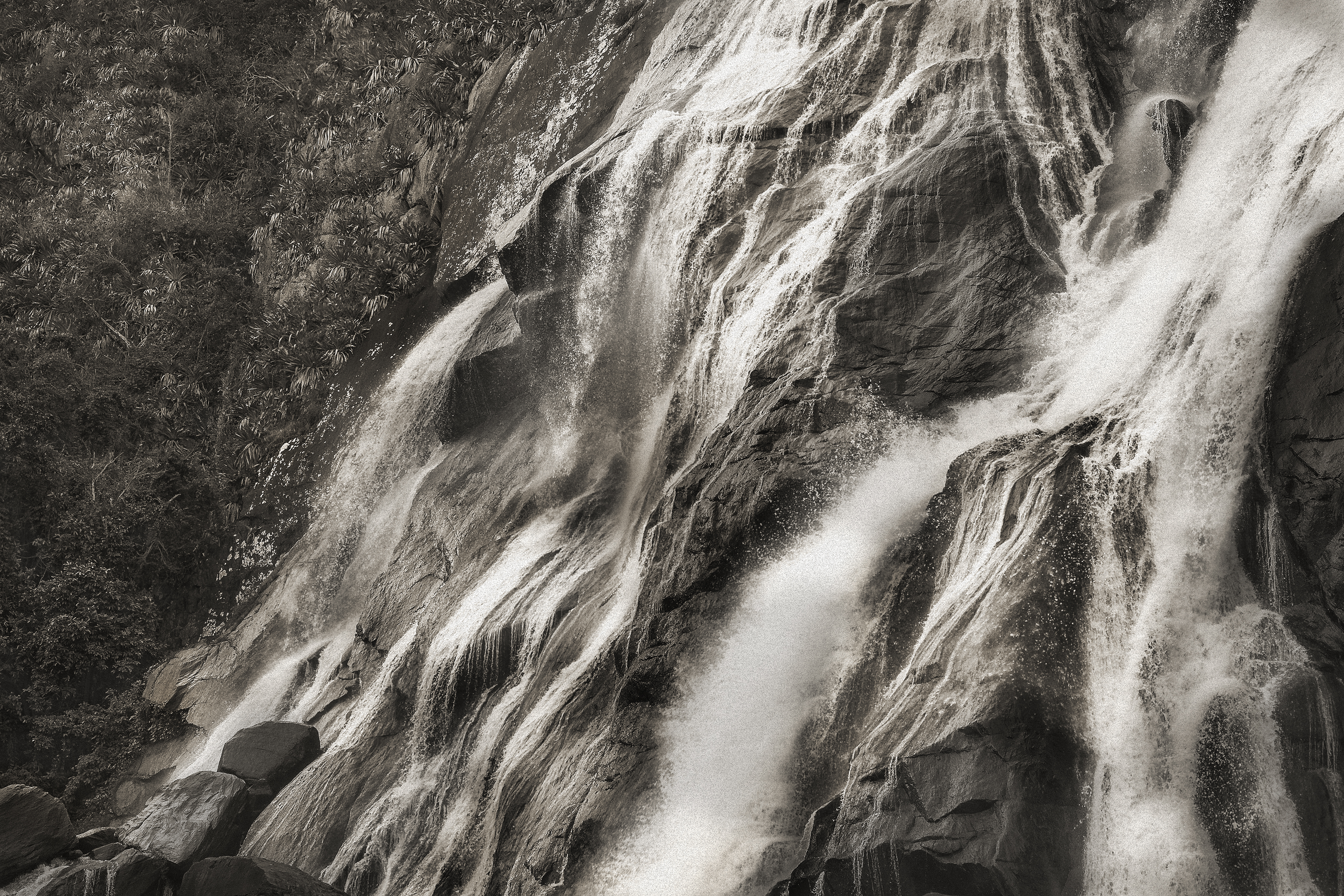
Cachoeira da Fumaça

O Parque Estadual da Cachoeira da Fumaça foi criado através do decreto n° 2.791-E (24 de agosto de 1984) e complementado através do decreto n° 4.568-E (21 de setembro de 1990), quando o então Governo do Estado, atendendo a uma demanda de moradores dos municípios de Alegre, Guaçuí e Castelo e de outros estados da Federação, desapropriou uma área de 27 hectares, coberta basicamente de pastagem, mas que continha em seu interior a  Cachoeira da Fumaça.
A cachoeira tem esse nome devido à neblina que se eleva acima da mesma . Esta localizada na divisa com o município de Ibitirama.

### Festival de Música de Alegre
O Festival de Alegre surgiu como uma festa universitária em 1980 com os objetivos de divulgar a música popular e revelar novos nomes para o cenário nacional, tanto de compositores como de intérpretes. Na década de 1990, o evento tomou outras proporções com o aumento significativo da divulgação, o que explica o sucesso de inscrições e de público a cada ano.
Em 2005, o Festival emplacou seu recorde ao receber 1.880 músicas para a pré-classificação, 57% a mais que no ano anterior, incluindo inscrições de outros países. Nos últimos 5 anos, mais de 6.000 músicas foram inscritas. A estimativa para este ano é um crescimento de 10% a 15%.
O sucesso no aumento do número de inscrições também é extensivo ao público que circula por Alegre durante o evento. Na década passada, o município recebia 10 mil visitantes durante o Festival. No ano 2000 esse número subiu para 100 mil visitantes, e para 2006 eram esperados 150 mil espectadores. O Festival oferecia uma das maiores premiações do Brasil.
Há alguns anos, o Festival de Alegre deixou de ser um festival de divulgação de música popular, pois não é mais realizado os concursos. O evento passou a ser uma grande festa contando com artistas de grande sucesso nacional.
O festival acontece no Centro de Lazer Geraldo Santos, uma área que possui mais de 30.000 m². O local abriga uma completa infraestrutura de palco, sonorização, iluminação, camarote, praça de alimentação, arquibancadas e banheiros químicos, além de postos de atendimento médico e policial.
Durante do evento, a cidade fica tomada pela festa, como um grande carnaval fora de época. Ruas lotadas de carros de som, muita gente dançando e bebendo pelas calçadas.

### Igreja Matriz de Nossa Senhora da Penha
A Capela Mor de Alegre começou a ser construída em barro e madeira no ano de 1851, por iniciativa dos primeiros exploradores da região. Oficialmente, as terras do patrimônio de Alegre ficaram sob responsabilidade da Igreja com a condição de que esta doaria as terras à Nossa Senhora da Penha. No ano de 1868, a Capela Mor sofreu reparos e o corpo da Igreja Matriz foi edificado. Novas ampliações desta foram realizadas nos anos de 1914 e 1916 e também entre 1963 e 1968, resultando em um estilo barroco-gótico. A Igreja Matriz de Nossa Senhora da Penha possui ainda magníficos vitrais retratando a vida de Cristo e pinturas sacras do artista indiano Diwali.

### Cachoeira do Roncador
Localizada no distrito de Celina, possui aproximadamente 87 metros de corredeiras que formam algumas piscinas naturais de águas límpidas e temperatura fria, permitindo uso para banho. É comumente utilizada para a prática de rapel e canionismo.

### Pedra do Pombal
Possui uma via grampeada para rapel e escalada com 70 metros de altura, sendo ideal para a prática de trecking. Tem no total, 997 metros de altitude.

### Alto da Serra
Mirante localizado à 6 km do Centro de Alegre, estando a 600 metros de altitude, de onde se propicia uma bela vista da cidade. Possui restaurante e área para estacionamento.

### Horto Municipal
Possui 27,6 hectares. O local é destinado ao estudo e preservação do meio ambiente, contando com um bosque reflorestado e inúmeras nascentes, apropriado para o lazer e o contato com a natureza. No Horto, ocorrem atividades sobre a produção de mudas de essências nativas e exóticas, educação ambiental e projetos universitários.

### Túnel dos Ingleses de Cima
O Túnel dos Ingleses de Cima fazia parte do Ramal Sul do Espírito Santo da antiga Estrada de Ferro Leopoldina. O antigo túnel ferroviário foi construído com pedras sobrepostas e inaugurado em 1915. Possui 180 metros de extensão e 6 metros de altura. Na parte superior interna do túnel, é possível perceber as marcas da fuligem liberadas pelas locomotivas a vapor (popularmente conhecidas como Maria Fumaça) que por ali passavam.

### Antiga Estação Ferroviária de Alegre
Construída na época áurea da produção de café e inaugurada no ano de 1912, fazia parte do Ramal Sul do Espírito Santo da Estrada de Ferro Leopoldina. A antiga estação ferroviária era o principal ponto de ligação da cidade com os municípios capixabas de Cachoeiro de Itapemirim, Jerônimo Monteiro e Guaçuí e a cidade mineira de Espera Feliz, sendo desativada após a circulação dos últimos trens de passageiros e de cargas em 1968. Posteriormente, o trecho do ramal que atravessava o município viria a ser erradicado no ano de 1972. Na década de 1990, passou por adaptações em seu espaço interior, especialmente a parte elétrica e hidráulica, para que pudesse abrigar a Biblioteca Municipal. Atualmente abriga o Instituto Histórico e Geográfico de Alegre (IHGA), a Escola de Música Saint Clair Pinheiro e a Casa da Cultura.